# Kate Lyn Sheil

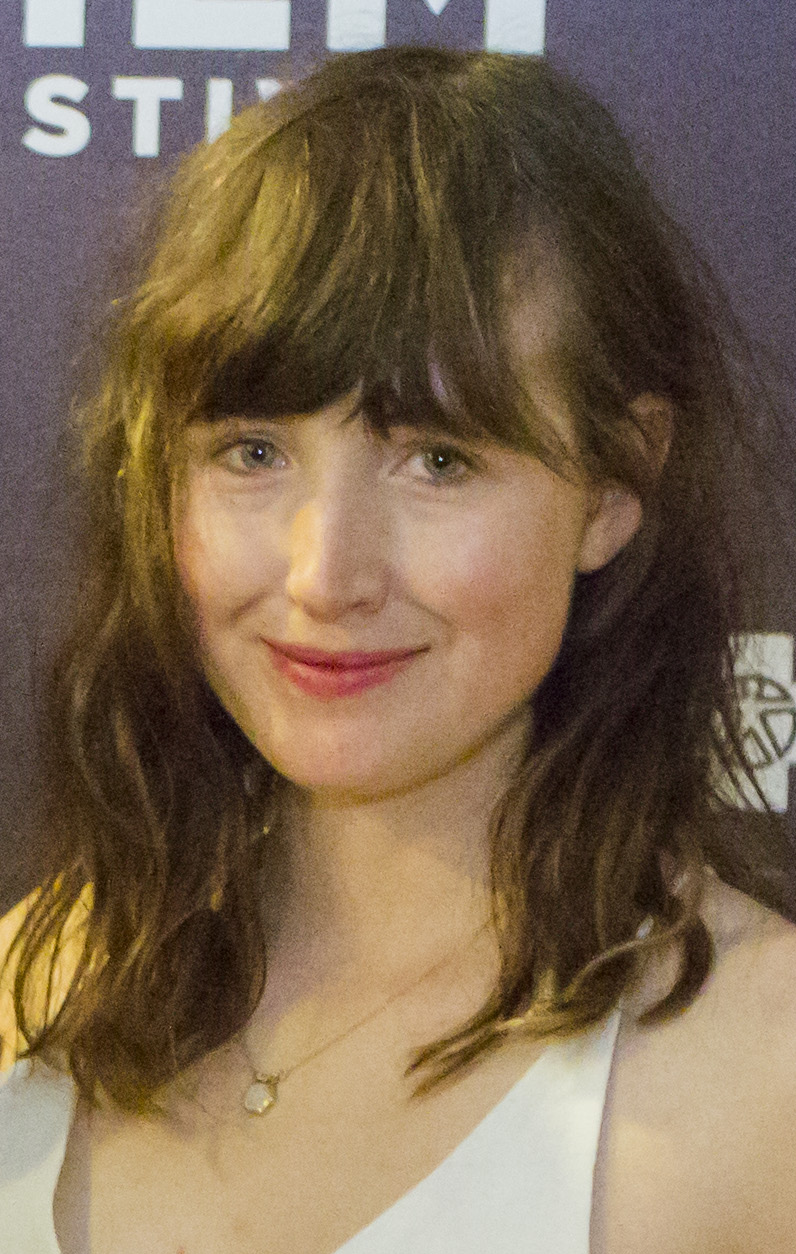
Kate Lyn Sheil im Jahre 2016

Kate Lyn Sheil (* 13. Juni 1985 in Jersey City, New Jersey) ist eine US-amerikanische Schauspielerin.

## Leben
Sheil wuchs in Jersey City auf. Sie studierte an der New York University’s Tisch School und schloss ihr Studium 2006 mit einem B.F.A. im Fach Schauspiel ab; außerdem studierte sie am Lee Strasberg Theatre and Film Institute.
Im Jahre 2016, nach der Premiere ihres Films Kate Plays Christine auf dem Sundance Film Festival, wurde sie vom Rolling Stone als „Meryl Streep der Mikrobudget-Filmgemeinde“ bezeichnet.

## Filmografie
- 2007: Aliens
- 2009: Impolex
- 2009: Messerspitze (Knife Point)
- 2010: Gabi on the Roof in July
- 2011: Autoerotic
- 2011: Cat Scratch Fever
- 2011: Catching Up at Rock Bottom
- 2011: Green
- 2011: Happy Life
- 2011: Silver Bullets
- 2011: The Color Wheel
- 2011: The Zone
- 2011: You’re Next
- 2012: First Winter
- 2012: Majik Markers
- 2012: Open Five 2
- 2012: Somebody Up There Likes Me
- 2012: Stray Bullets
- 2012: Sun Don’t Shine
- 2012: The Comedy
- 2012: The Unspeakable Act
- 2012: V/H/S – Eine mörderische Sammlung (V/H/S)
- 2013: American Experience (Fernsehdokuserie)
- 2013: Hellaware
- 2013: Pollywogs
- 2013: The Apocalypse
- 2013: The Sacrament
- 2013: The Traditions (Fernsehserie)
- 2014: Empire Builder
- 2014: Helberger in Paradise
- 2014: Intimate Semaphores
- 2014: Listen Up Philip
- 2014: Super Sleuths
- 2014: Thanksgiving
- 2014: The Hardest Word
- 2014: The Heart Machine
- 2014: Young Bodies Heal Quickly
- 2014–2017: House of Cards (Fernsehserie)
- 2015: A Wonderful Cloud
- 2015: Equals – Euch gehört die Zukunft (Equals)
- 2015: Kiss Kiss Fingerbang
- 2015: Men Go to Battle
- 2015: Octopus
- 2015: Queen of Earth
- 2015: Tears of God
- 2016: Be Here Nowish
- 2016: Buster’s Mal Heart
- 2016: Children
- 2016: Kate Plays Christine
- 2016: Talk About Your Dreams
- 2016: The Girlfriend Experience (Fernsehserie)
- 2016–2017: Outcast (Fernsehserie)
- 2017: Die Abenteuer von Brigsby Bär (Brigsby Bear)
- 2017: Easy
- 2017: Golden Exits
- 2017: Radio Mary
- 2017: Thank You for Your Service
- 2018: Intervene
- 2018: Jobe’z World
- 2018: Mountain Rest
- 2018–2019: High Maintenance (Fernsehserie)
- 2019: Plagiarist
- 2019: Relations
- 2019: The Sound of Silence
- 2019: The Wanting Mare
- 2019: White Echo
- 2020: She Dies Tomorrow
- 2023: Jamojaya
- 2023: The Seeding